# Чжабэй
Район Чжабэ́й (кит. упр. 闸北区, пиньинь Zháběi Qū) — бывший район городского подчинения города центрального подчинения Шанхай (КНР). Был расположен к северу от городского центра.

## История
Название района в переводе означает «к северу от шлюзов». В конце XVII века по распоряжению местных властей в районе моста Фуцзяньлуцяо через реку Сучжоухэ было возведено два шлюза, которые (по времени постройки) стали называть «старый шлюз» и «новый шлюз». В 1863 году на юго-восточной части нынешнего района Чжабэй был основан американский сеттльмент (впоследствии вошедший в состав международного сеттльмента), и территория начала развиваться. В конце XIX — начале XX века через эти земли к Шанхаю были подведены железные дороги, соединившие город с внутренними районами Китая.
В 1922 году на этих землях, в качестве результата деятельности альянса гоминьдана и КПК, открылся Шанхайский университет. В 1928 году был официально образован район Чжабэй. В 1932 году район пострадал в ходе инцидента 28 января. 13 августа 1937 года с перестрелки в Чжабэе началось второе Шанхайское сражение, после которого японцы оккупировали Шанхай. После 1949 года Чжабэй начал развиваться как индустриальный район.
После открытия в 1987 году нового шанхайского вокзала находящийся в Чжабэе «старый северный вокзал» был закрыт; с 2006 года он превращён в железнодорожный музей.
4 ноября 2015 года район Чжабэй был присоединён к району Цзинъань.

## Административно-территориальное деление
Район Чжабэй делится на 8 уличных комитетов и 1 посёлок.